# Oxyomus lineatosulcatus
Oxyomus lineatosulcatus är en skalbaggsart som beskrevs av Edgar von Harold 1859. Oxyomus lineatosulcatus ingår i släktet Oxyomus och familjen Aphodiidae. Inga underarter finns listade i Catalogue of Life.